# Synagoge Floß

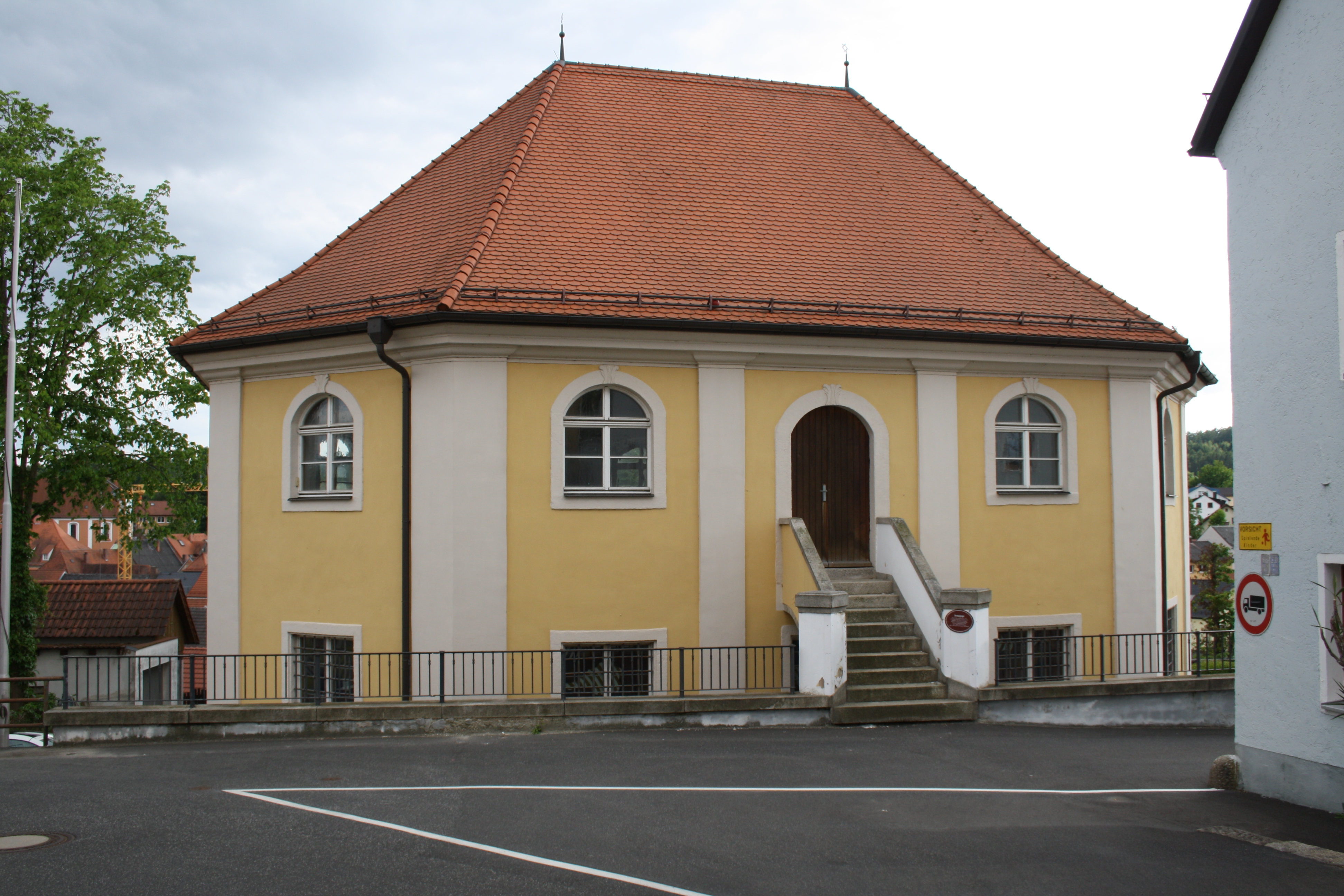
Synagoge Floß

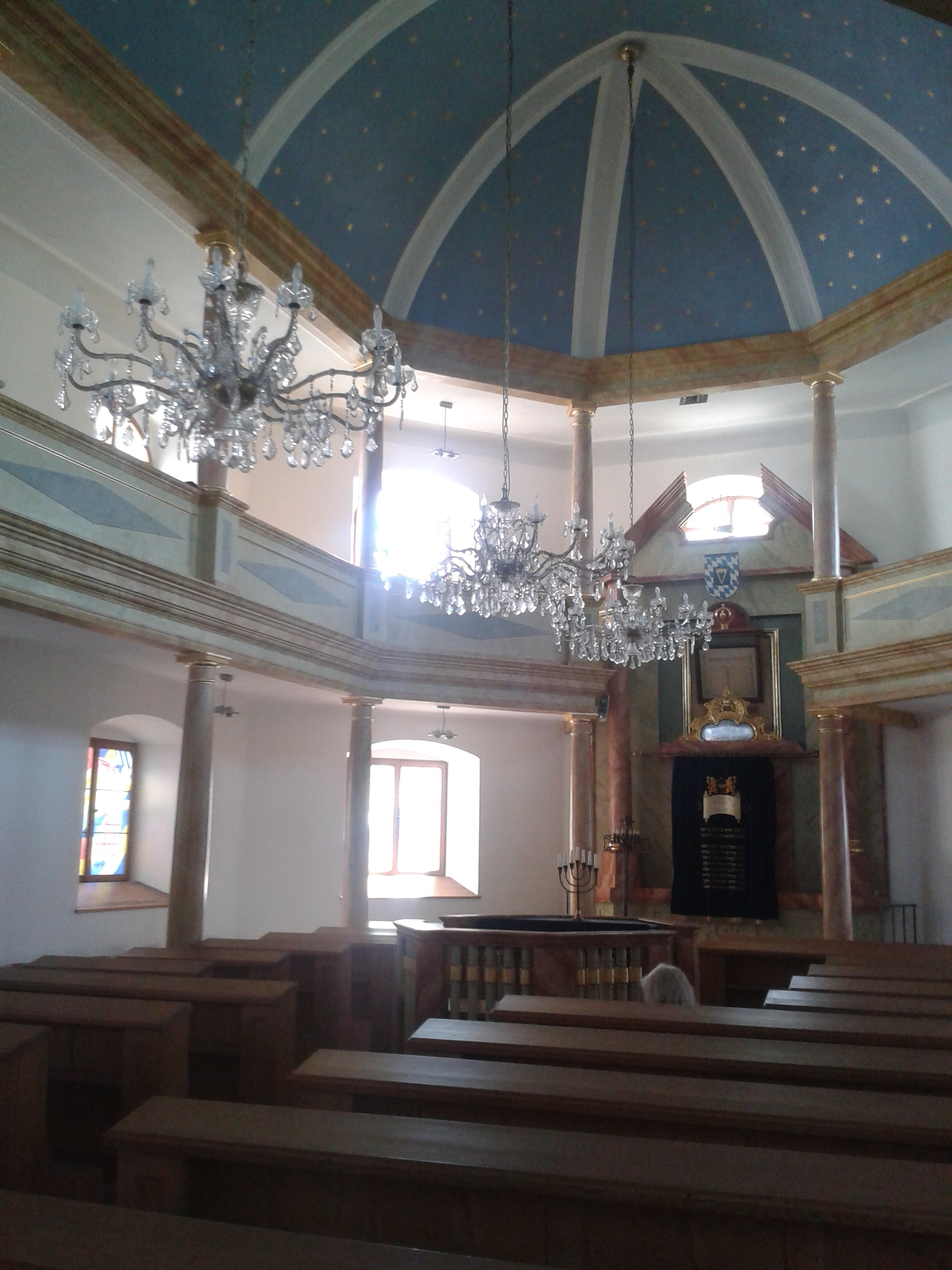
Innenraum (2014)

Die Synagoge Floß ist eine Synagoge im Markt Floß in der nördlichen Oberpfalz. Erbaut wurde sie in den Jahren 1815 bis 1817 auf dem sogenannten Judenberg und steht heute unter Denkmalschutz. Betreut wird die Synagoge von der jüdischen Gemeinde in Weiden in der Oberpfalz.

## Geschichte
Eine kleine hölzerne Synagoge in Floß bestand bereits im Jahr 1721. Diese brannte 1813 aber vollständig nieder, was den Bau einer neuen Synagoge für die jüdische Gemeinde des Ortes nötig machte. Mit dem Bau wurde bereits 1815 begonnen und konnte 1817 vollendet werden. Zum damaligen Rabbinatsbezirk gehörten die Nachbarorte Neustadt an der Waldnaab, Weiden in der Oberpfalz und zeitweilig auch die Orte Waldsassen und Tirschenreuth.

Judenberg mit Synagoge (um 1902)

Während der Novemberpogrome 1938 wurde auch die Floßer Synagoge nicht verschont. Innerhalb kurzer Zeit wurde die komplette Innenausstattung völlig zerstört. Die Fenster wurden eingeschlagen, der Thoraschrein herausgerissen und die Bestuhlung zerschlagen. Außerdem wurden wertvolle Kunstgegenstände gestohlen.
In der Nachkriegszeit befand sich in den 1950er Jahren für einige Jahre ein Schuhmacherbetrieb in dem heruntergekommenen Gebäude. Während dieser Zeit wurden die Fenster wieder eingesetzt und auch weitere bauliche Veränderungen, wie etwa die Aufschüttung des Bodens, vorgenommen. Am 28. April 1954 stellte das Bayerische Landesamt für Denkmalpflege den Status der ehemaligen Synagoge als Kunstdenkmal fest. Nach einem Besitzerwechsel plante der neue Besitzer die Einrichtung einer Knopffabrik, zu dem es aber nie kam.
Im Jahr 1963 wurde die Synagoge nach dem Bemühen des Marktes Floß von der israelitischen Kultusgemeinde gekauft. In den 1970er Jahren wurde der Entschluss zur Restaurierung des Gebäudes gefasst, sodass die Synagoge am 8. November 1980 wieder in ihrem ursprünglichen Zustand hergestellt war.
Am 16. Oktober 2005 konnte die bisher letzte Renovierung der Jahre 2000 bis 2005 abgeschlossen werden.

## Beschreibung
Die Synagoge wurde im klassizistischen Stil errichtet und hat die Grundform eines Achtecks.

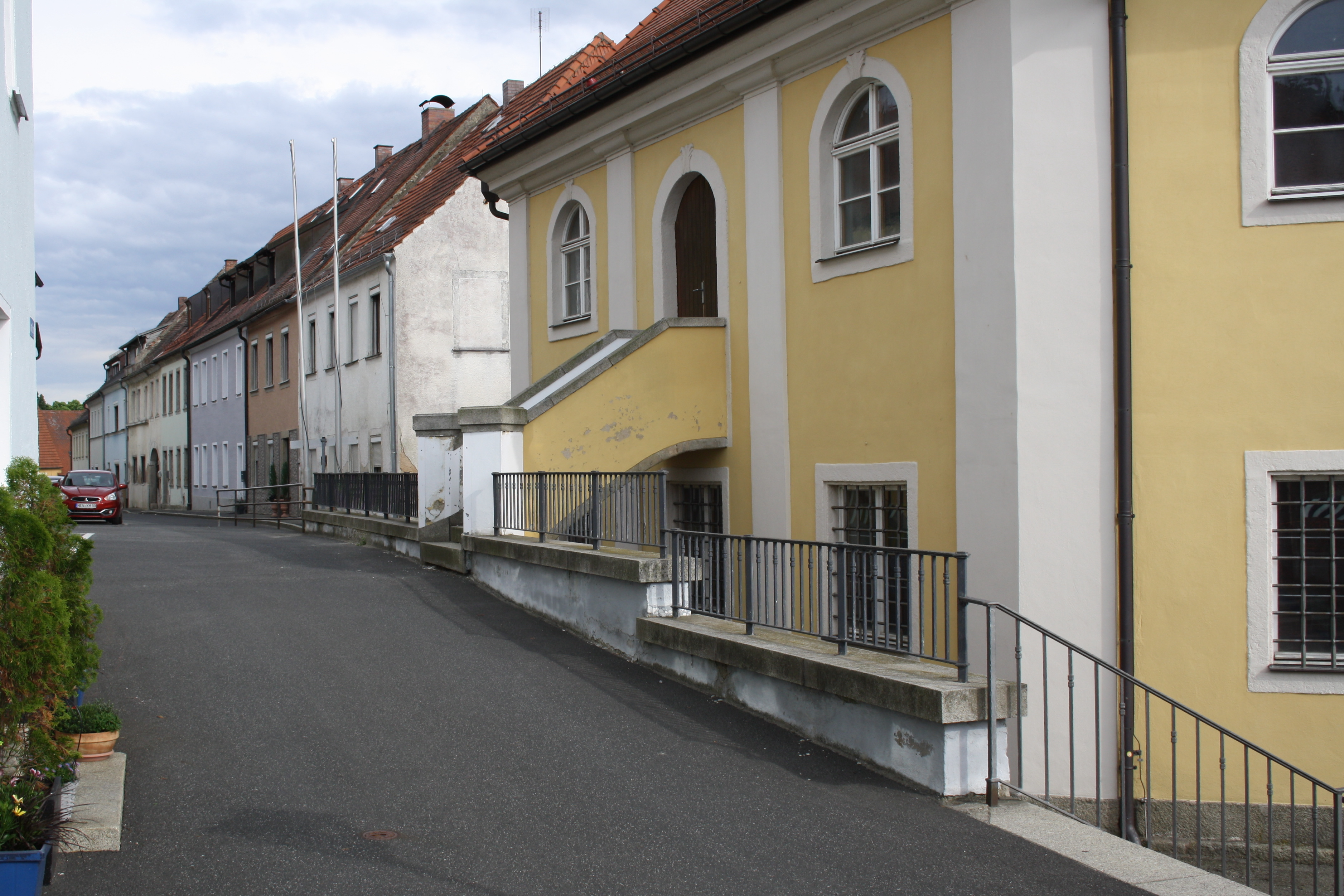
Bergstraße mit Synagoge
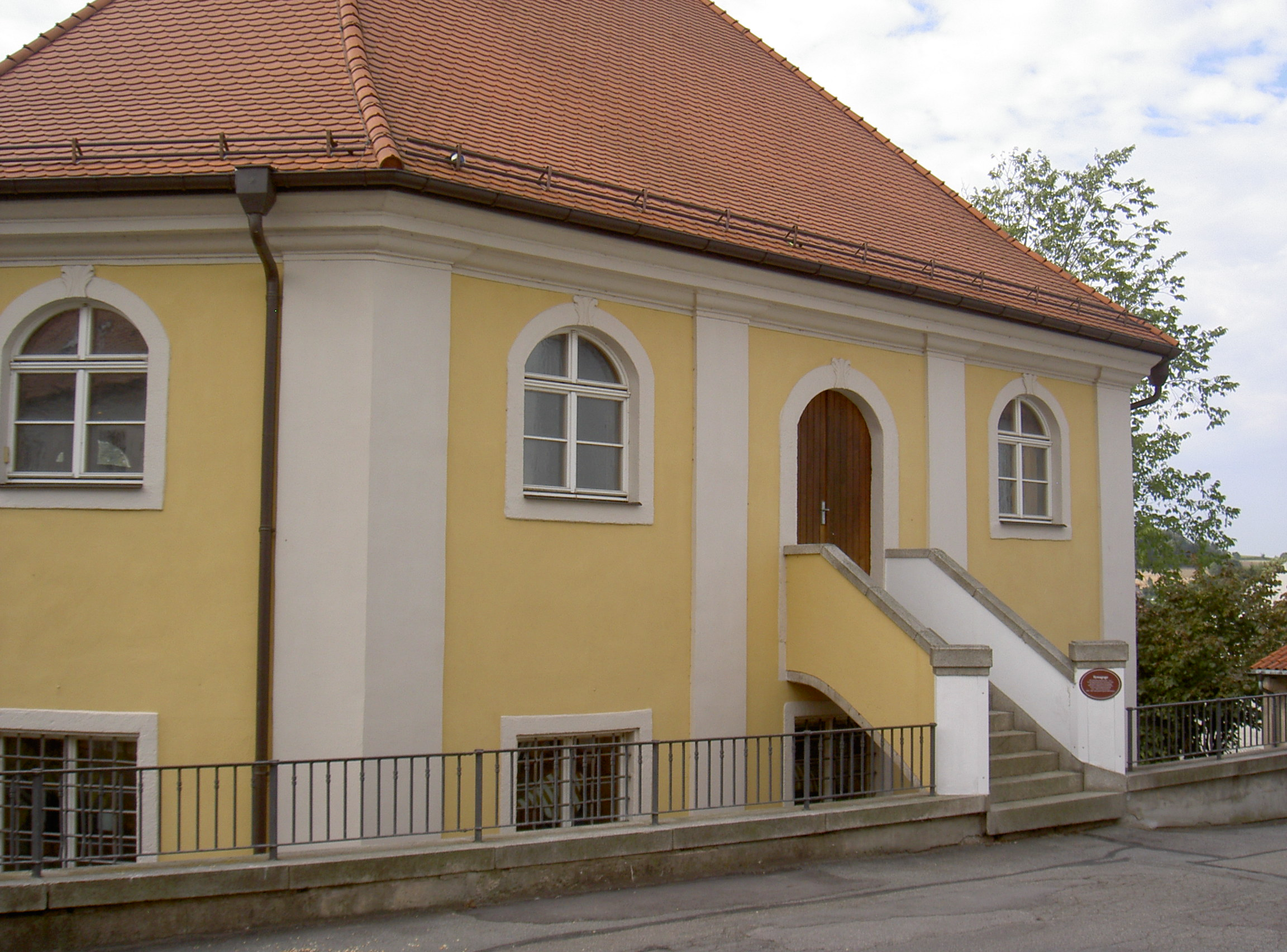
Nordfassade
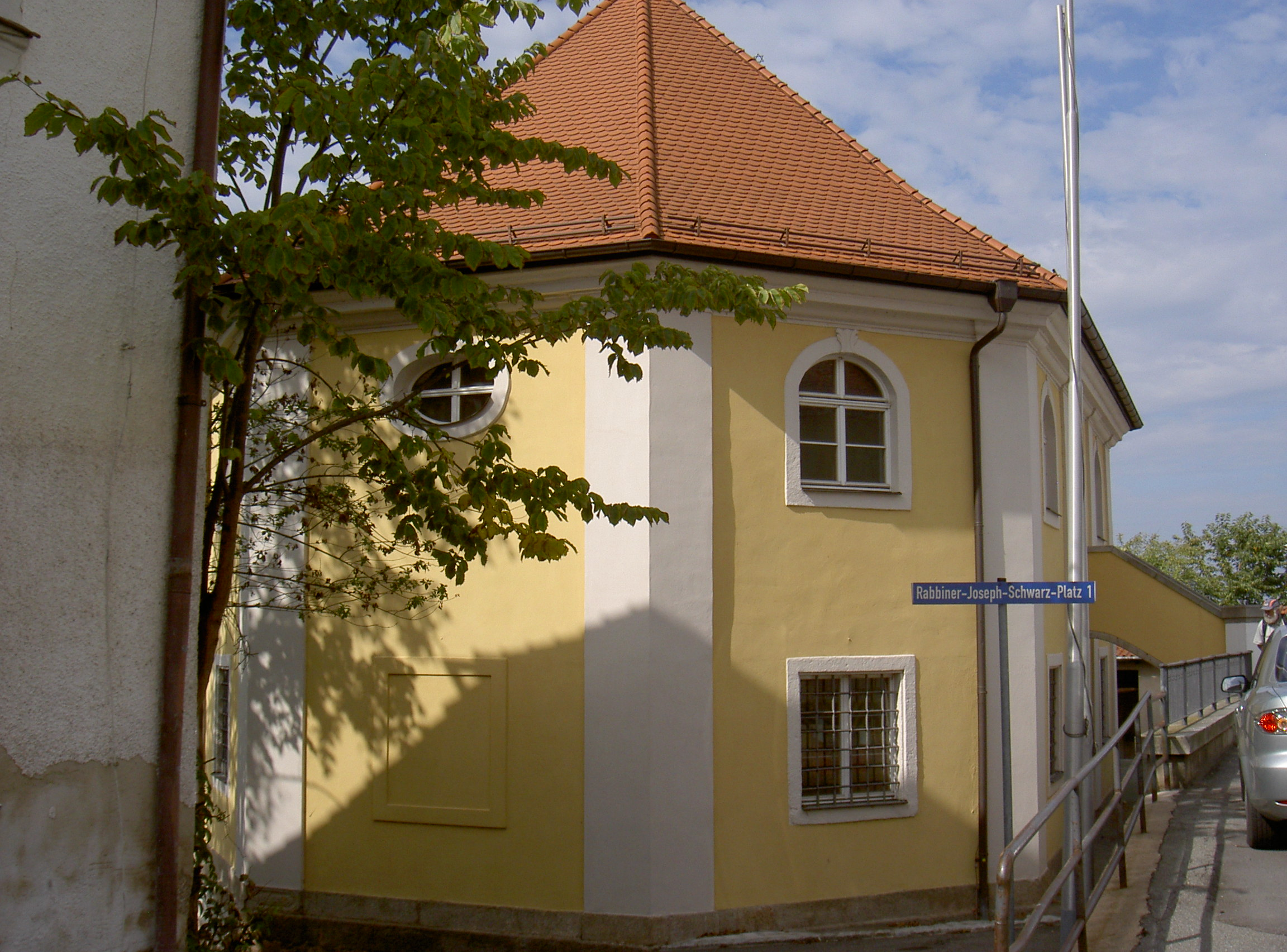
Ansicht von Osten
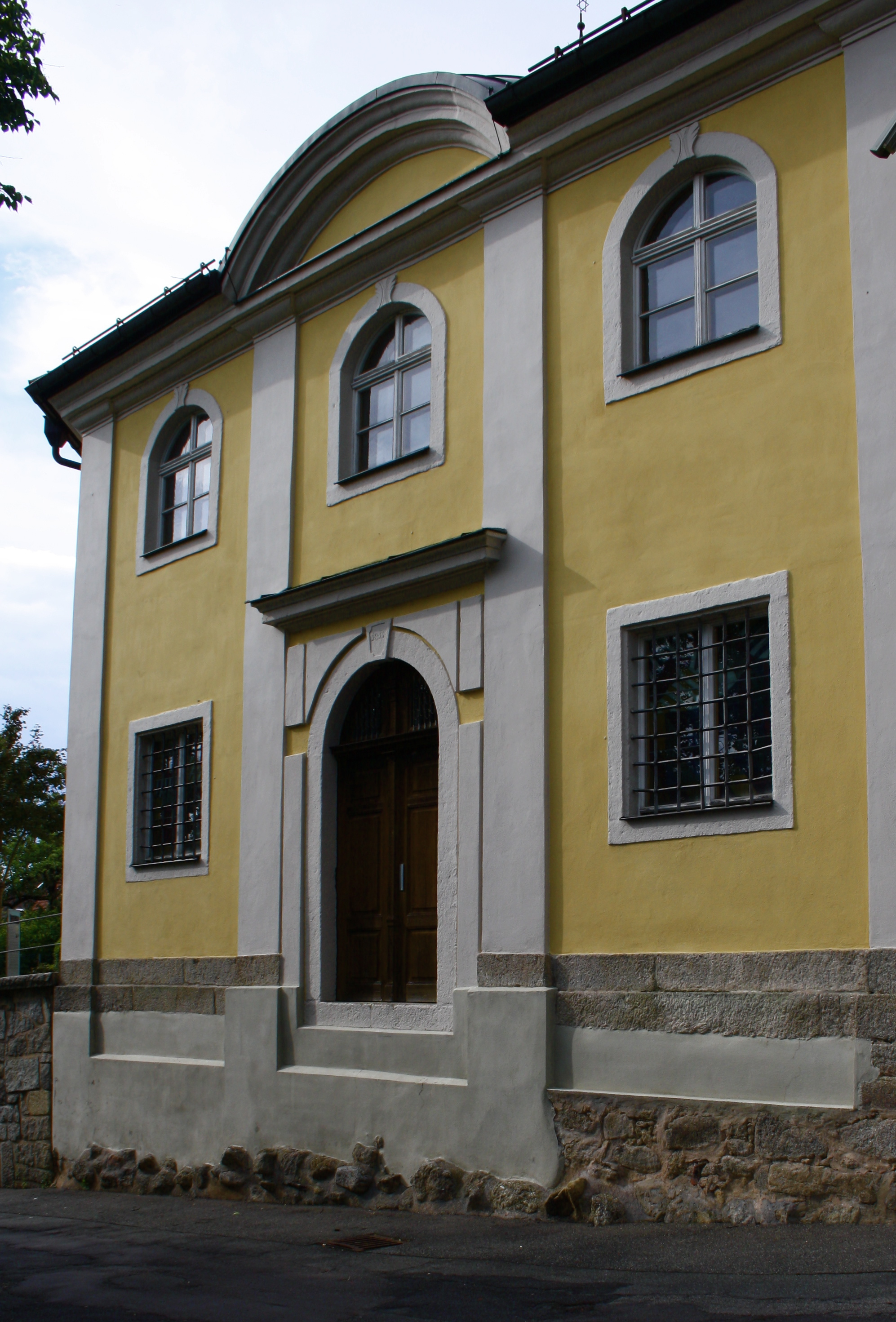
Südfassade
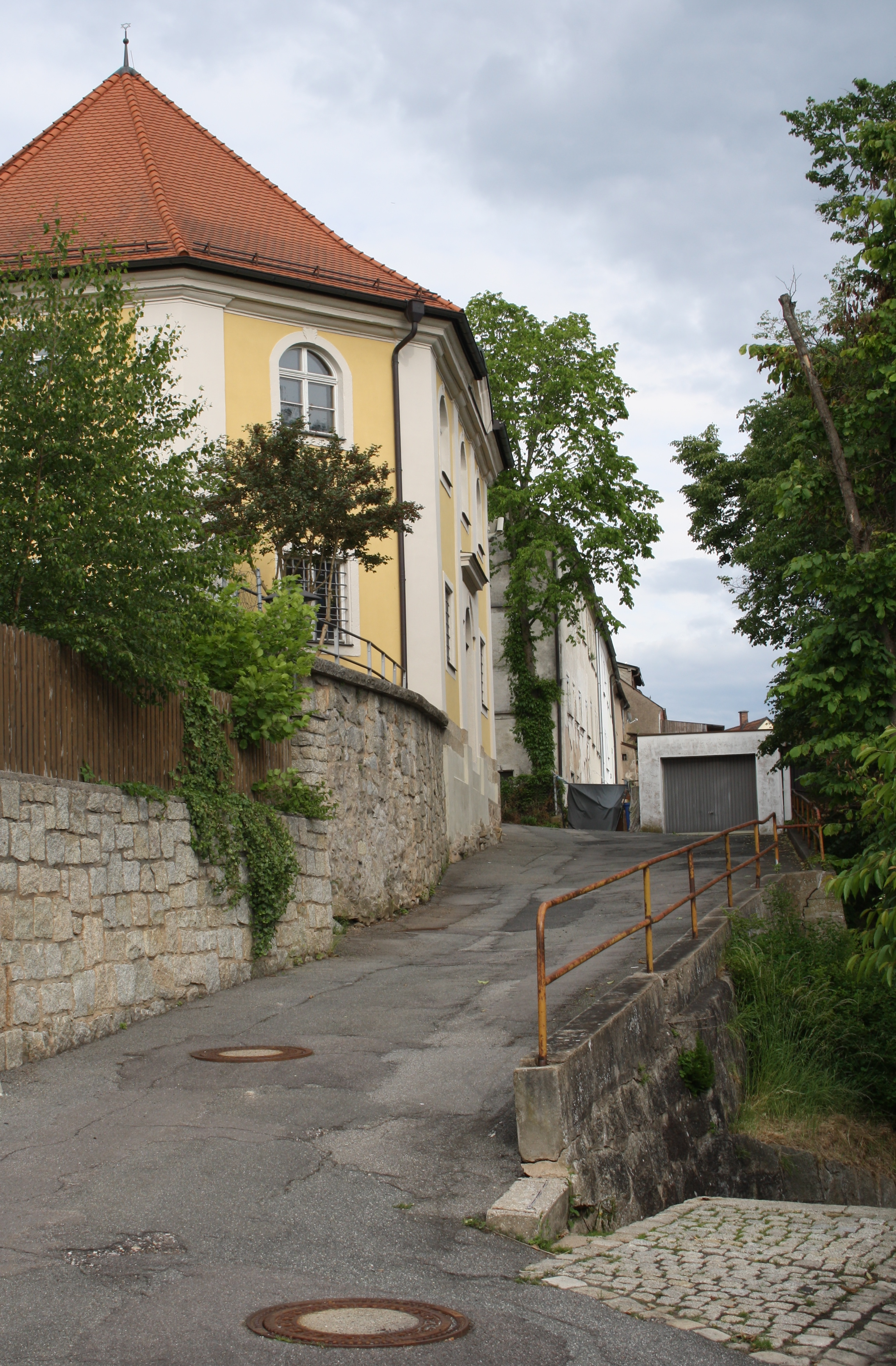
Judengasse mit Synagoge von Südwesten